# Anastazy (arcybiskup Tirany i całej Albanii)
Anastazy, imię świeckie Anastasios Jannulatos (gr. Αναστάσιος Γιαννουλάτος; ur. 4 listopada 1929 w Pireusie, zm. 25 stycznia 2025 w Atenach) – prawosławny arcybiskup Tirany i całej Albanii, zwierzchnik Autokefalicznego Prawosławnego Kościoła Albanii w latach 1992–2025.

## Życiorys
W 1951 ukończył studia teologiczne na Uniwersytecie Ateńskim. Był członkiem bractwa cerkiewnego ZOE, którego celem była odnowa wiary prawosławnej wśród Greków w latach po zakończeniu II wojny światowej. 1 sierpnia przyjął postrzyżyny mnisze w monasterze Petraki w Atenach, sześć dni później zaś otrzymał chirotonię diakońską.
Studia kontynuował na uniwersytetach niemieckich (Hamburg, Marburg), kształcąc się w zakresie afrykanistyki. W latach 1958–1961 pełnił funkcję sekretarza generalnego międzynarodowej organizacji młodzieży prawosławnej Syndesmos, w latach 1964–1978 był jej wiceprzewodniczącym. Wyświęcony na kapłana 24 maja 1964 wyjechał na misję do Ugandy, ale wkrótce zachorował na malarię, co zmusiło go do powrotu. W dzień chirotonii prezbiterskiej otrzymał równocześnie tytuł archimandryty.
W latach 70. zajął się pracą naukową. Obronił rozprawę habilitacyjną na Uniwersytecie w Kampali, zatytułowaną Duch Mbandwa i struktura jego kultu: rozpatrzenie różnych aspektów afrykańskich kultów religijnych. W 1972 został wyświęcony na biskupa Andrussy.
W związku z pogorszeniem się sytuacji Patriarchatu Aleksandryjskiego w Afryce wschodniej w latach 80. XX wieku patriarcha aleksandryjski Mikołaj VI poprosił biskupa Anastazego o objęcie zwierzchnictwa nad strukturami prawosławnymi w Kenii, z godnością egzarchy. Duchowny objął ten urząd. W czasie swojej pracy w Kenii przyczynił się do renowacji 25 cerkwi i otwarcia 67 nowych, powołania prowadzonych przez Cerkiew szpitali, przedszkoli i szkół, dokonania przekładu tekstów liturgicznych na siedem lokalnych języków.
W 1983 objął stanowisko dziekana wydziału teologicznego uniwersytetu w Atenach.
W 1991, kiedy w Albanii po 24 latach ateizacji zaczęły odradzać się instytucje religijne, okazało się, że okresu prześladowań nie przeżył żaden z albańskich duchownych, który mógł stanąć zgodnie z prawem kanonicznym na czele wspólnoty prawosławnej. W tej sytuacji patriarcha konstantynopolitański Bartłomiej I skierował do Albanii Anastazego, nadając mu godność egzarchy, z misją odbudowy struktur kościelnych w tym kraju. W czerwcu 1992 Anastazy stanął na czele kościoła albańskiego, z tytułem arcybiskupa Tirany i całej Albanii. Jego intronizacja odbyła się 2 sierpnia w katedrze prawosławnej w Tiranie. Wybór Anastazego na zwierzchnika kościoła albańskiego spotkał się z protestami albańskich środowisk nacjonalistycznych, które nie mogły pogodzić się z tym, że godność ta trafiła w ręce Greka.
Należał do Komitetu Naczelnego Światowej Rady Kościołów. W 2008 został uhonorowany przez władze Ukrainy Orderem Jarosława Mądrego I stopnia.
W czerwcu 2016 r. uczestniczył w Soborze Wszechprawosławnym na Krecie. W tym samym roku ukazało się w Polsce opracowanie autorstwa arcybiskupa Anastazego pt. Misja na wzór Chrystusa w tłumaczeniu ks. Włodzimierza Misijuka.
6 października 2022 roku otrzymał tytuł doktora honoris causa Chrześcijańskiej Akademii Teologicznej w Warszawie. Był honorowym obywatelem Tirany, Durrësu, Kalamaty, Larisy i Prewezy. Zmarł w styczniu 2025 w szpitalu Evangelismos w Atenach.

## Odznaczenia
- 1998: Order Republiki Greckiej[6]
- 1999: Order Patriarchatu Ekumenicznego Apostoła Andrzeja[6]
- 2008: Order Księcia Jarosława Mądrego III stopnia (Ukraina)[6]
- 2010: Order Skanderbega (Albania)[6]
- 2013: Order Księcia Jarosława Mądrego I stopnia (Ukraina)[8]